# Urville (Film)
Urville (Untertitel Reise in eine imaginäre Stadt) ist ein experimenteller deutsch-französischer Dokumentarfilm der Regisseurin Angela Christlieb aus dem Jahr 2009. Christlieb schrieb auch das Drehbuch und war für den Filmschnitt verantwortlich. Der Film konfrontiert die utopische Fantasie-Stadt Urville des Zeichners Gilles Tréhin mit etlichen realen französischen Gemeinden, die denselben Namen tragen. In seiner Phantasie wurde Urville von Oscar Laballière (1803–1883) geplant und liegt im französischen Département Alpes-Maritimes.

## Inhalt
Urville ist die modernste Stadt der Welt. Sie liegt auf einer Insel im Mittelmeer und ist mit dem Festland durch eine Fähre verbunden. Nach Sonnenuntergang kann man vom Ufer der Côte d’Azur Urvilles Skyline aus dem Mittelmeer aufragen sehen. Man sagt, in Urville seien alle Menschen gleich. Es gibt dort weder Gefängnisse noch ethnische Konflikte und politisch Verfolgte aus aller Welt finden hier Asyl. Alle Weltreligionen harmonieren miteinander. Der Dalai Lama hat Urville zur „Stadt des Lichts“ erkoren.
Die Scheidungsrate liegt bei 0,7 Prozent. Solidarität ist in Urville ein Unterrichtsfach. Urville ist Fiktion. Manche haben es gesehen oder wissen genau, wo es liegt, andere halten es für eine Reflexion auf dem Meer vor Korsika. Und Urville ist Realität. Drei Dörfer in Frankreich heißen so und ihre Bewohner sind sich alle sicher, dass ihr Urville der schönste Ort auf Erden ist. Der Champagner fließt aus dem Wasserhahn und kann Diabetes und Alzheimer heilen. Wahlen finden in improvisierten Wandschränken statt und als politischer Konkurrent streift ein selbsternannter Immobilienmakler, der sich „Einsamer Wolf“ nennt, und sich in Wildleder nach Art der Sioux-Indianer kleidet und mit seiner Squaw-Frau in einem Tipi lebt, mit einem Bill Clinton aus Pappmaché durch die Wälder.
In Urville haben die Menschen keine Angst mehr vor dem Tod, doch Urville liegt auch neben einem der größten französischen Atomkraftwerke. Im Notfall sollen Jodtabletten ausgeteilt werden, allerdings nur für alle Einwohner unter Vierzig. Der Weltmeister der Goldenen Kutteln lebt in Urville und die Menschen halten immer zusammen, wenn etwas Schlimmes passiert. Wem die kulinarischen Spezialitäten zu schwer im Magen liegen, der könne mit dem berühmten Apfelschnaps Calvados dagegenhalten. Manche leben ein Zirkusleben abseits der Norm in Urville und träumen von einer bürgerlichen Hochzeit. In Urville ist alles möglich. Ohne GPS findet man es gar nicht, Detailkarten können helfen, doch manchmal ist es nicht einmal durchs Fernrohr zu erkennen. Wer das Ziel dennoch erreicht wird feststellen, dass Legenden etwas sind, woran es sich zu glauben lohnt.

## Produktion

### Produktionsnotizen
Es handelt sich um eine Produktion der Filmgesellschaft Flying Moon in Koproduktion mit dem ZDF und Arte und der Unterstützung der Medienboard Berlin-Brandenburg GmbH. Martin Pieper war der zuständige Redakteur für die Fernsehsender ZDF und Arte. Die Erzähltexte stammen von Angela Christlieb und Uta Jugert. Ein besonderes Dankeschön galt unter anderem Gilles Tréhin, Paul Tréhin und Chantal Tréhin sowie Catherine Mouet und Patrick Carré, des Weiteren Martin Pieper, Kirsten Niehuus, Joanna Thompson, Fang Li und Eve Sussman and The Rufus Corporation New York. Die Berliner Musikgruppe Stereo Total steuerte die Chansons bei.

### Hintergrund, Veröffentlichung
Mit Urville habe sie einen Film über die Koexistenz von Illusion und Wirklichkeit machen wollen, erzählte Angela Christlieb. Es sei ihr um „die Suche nach der Essenz hinter der Wahrheit und den Glauben daran“ gegangen. Andererseits habe sie in ihrem Film „der Realität eine Falle stellen“ wollen.
In Deutschland war der Film am 18. November 2010 erstmals im Kino zu sehen. Zuvor wurde er am 30. Oktober 2009 während der Internationalen Hofer Filmtage gezeigt. In den USA wurde Urville am 15. Oktober 2010 veröffentlicht.

## Kritik
Esther Buss vom Filmdienst meinte: „Das Willkürliche und Zufällige der dokumentierten Begegnungen ist in dem Film Programm. Natürlich hätte man genauso gut andere Orte mit anderem Namen aufsuchen können, mit anderen Bewohnern, anderen Geschichten. Dieses unangestrengt Beiläufige hat Charme, aber das Zwingende vermisst man dennoch.“ Fazit: „Die dabei wie zufällig von der Filmemacherin gesammelten Porträts wirken in ihrer Auswahl nicht unbedingt zwingend, entwerfen aber doch ein höchst interessantes, facettenreiches Bild menschlichen Zusammenlebens, wobei gerade in der Beobachtung des Alltags in den unterschiedlichen Orten das Besondere der jeweiligen Gemeinde eingefangen wird. (O.m.d.U.) – Ab 14.“
Auf der Seite des Onlineportals Filmstarts hieß es, „fasziniert von all diesen offenen und liebenswerten Menschen“ gehe „Regisseurin Angela Christlieb auf eine poetische Traumreise entlang der Grenzen zur Fiktion“.
Nick Pinkerton schrieb in der Wochenzeitung The Village Voice, Urville sei manchmal bis zu einem gewissen Punkt kuschelig, wiege Plattheit und Weisheit gleichermaßen ab und sei doch in der Gestaltung zu schwerfällig, was die Kuriosität seiner Untertanen noch unterstreiche. Trotzdem verspreche es einen interessanteren Inselurlaub als den mit Aldous Huxley.
Michael Kane befand in der New York Times, der Film biete eine erfrischende Licht-Doku-Fikton, die durch Christliebs liebevollen Humor beeindrucke. Urville sei vieles in einem: Dokumentation, weil die darin vorkommenden Menschen, sehr real seien. Fiktion, weil Fantasien, Wünsche und Utopien eine zentrale Rolle einnehmen würden. Komödie, weil die interviewten Menschen lustige Typen seien. Und auch experimenteller Film, weil das alles sehr verspielt sei und zum Teil mit verfremdenden Mitteln erzählt werde.
Ebenfalls in der New York Times befasste sich Mike Hale mit dem Film und meinte, er scheine vom Zufall inspiriert worden zu sein. Frau Christliebs Anrufung der Fantasie über Urville mit einer träumerischen Erzählung über ihre utopischen Qualitäten, entpuppe sich als Rahmen für eine recht unkomplizierte, witzige Dokumentation über die drei echten Urvilles (eine in den Vogesen, eine in der Champagne, eine in Calvados). Die Fantasiesegmente, die für sich genommen vernachlässigbar seien, böten intellektuelle Deckung, während sie ein böses Porträt des französischen Landlebens als skurril ideal, aber auch klassenübertreffend, fett und gruselig konstruiere. Das sei Reality-Fernsehen mit einem Doktortitel in Kulturwissenschaften.
Avi Offer bewertete den Film in The Nyc Movie Guru und kam zu dem Ergebnis, dies sei eine seltsame, leicht provokative und einfallsreiche ‚Dokumentation‘ über eine imaginäre Stadt. Die Regisseurin erkunde im Wesentlichen eine mythische, fiktionalisierte, utopische Gesellschaft, die vage an die Stadt Pleasantville aus dem Filmklassiker ‚Pleasantville‘ erinnere, weil dort alle glücklich zu sein scheinen. Schließlich lasse die Dynamik des ‚Dokumentarfilms‘ etwas nach, weil Christlieb keine der Behauptungen der Stadtbewohner in Frage stelle oder sie in einem größeren Kontext untersuche. Sie überlasse diese Last Ihnen als intelligentes Mitglied des Publikums.
Peter Gutting lobte in Kino-Zeit: „Klug montierte Assoziationsketten mit ihrem gezielt gestreutem Bildwitz.“ Eine „erfrischend-leichte Doku-Fiktion, die durch ihren liebevollen Humor besticht“. Zugleich lenke Angela Christlieb „den Blick auf eine universellere Welt der Fantasien, Legenden und Erzählungen. Was wären wir ohne diese Übertreibungen, von denen wir zugleich wissen, dass sie der Realität nicht standhalten. Was wären wir ohne all diese charakterstarken Typen mit ihren zum Teil verschrobenen Ideen, von denen Angela Christlieb und Yvonne Mohr so erstaunlich viele vor die Kamera bekommen konnten? Was wären unsere Dörfer und Städte ohne all diese Buntheit an Lebensentwürfen? Vielleicht gut organisiert und geplant. Aber auf keinen Fall ideal“.
Auch Thorsten Funke von der Seite Critic.de sah den Film positiv und drückte das so aus: „Angela Christlieb sucht und findet den Mythos im Alltag, und mit ‚Urville‘ schafft sie außerdem noch so etwas wie einen poetischen Dokumentarfilm. […] ‚Urville‘ ist, wenn man so will, ein Dokumentarfilm mit einem dritten Auge, der hinter dem Schleier der Wirklichkeit stets noch eine weitere Ebene zulässt, sogar einfordert. So erhält die für eine Dokumentation unerhörte Prämisse, nämlich dass es Urville tatsächlich geben könnte, ihr Gewicht.“
Cornelis Hähnel von Schnitt war von dem Film ebenfalls angetan. Er schrieb: „Drei Orte. Nirgends. Die Eigenwilligkeit ihrer Protagonisten ist derart absurd (darunter ein Bürgermeisterkandidat im traditionellen Häuptlingsgewand), daß man kaum an Zufall glauben mag. Das zugleich spleenige wie alltägliche Treiben der Dörfer kontrastiert sie mit stilisierten Großstadtbildern und Details über die Lebensbedingungen in Urville aus dem Off. Dadurch entrückt einerseits das dokumentierte Geschehen – zumindest partiell – auf seltsame Weise der Realität und zugleich erscheint die Vision von Urville als erlebbar. Und letztlich ist es ein Film über die unvorstellbaren Variationen des Lebens.“